# Goreopagurus
Goreopagurus is een geslacht van kreeftachtigen uit de klasse van de Malacostraca (hogere kreeftachtigen).

## Soorten
- Goreopagurus garthi McLaughlin & Haig, 1995
- Goreopagurus lemaitrei Nucci & de Melo, 2007
- Goreopagurus piercei (Wass, 1963)
- Goreopagurus poorei Lemaitre & McLaughlin, 2003